# Alexandre de la Marzelle
Alexandre de la Marzelle, né le 13 décembre 1802 à Vannes et mort le 4 avril 1884 à Sarzeau est un imprimeur et éditeur français.

## Biographie
Napoléon Alexandre de la Marzelle naît le 22 frimaire an XI (13 décembre 1802) à Vannes du mariage d'Alexis de Lamarzelle (1765-1832), maire de Vannes de 1808 à 1815, et de Jeanne Mathurine Mahé (1776-1845).
Le 10 mars 1825 à Versailles, il épouse Julie Joséphine Charlotte de Manneville (4 octobre 1808 à Paris - 31 mars 1880 à Vannes), fille de  Pierre Joseph de Manneville (1773-1849), lieutenant-colonel du 16e régiment d'infanterie de ligne à Montpellier, officier de l'ordre national de la Légion d'honneur, et de Noël Joséphine Lachesnaye/Lachenait (1782-1869). Il est alors imprimeur-libraire après avoir repris l'imprimerie de sa grand-mère maternelle, Julienne Corolas. Il la dirigera jusqu'en octobre 1849 où son fils Gustave Jules Louis, né en 1828, lui succède. Du 4 décembre 1848 jusqu'au 15 décembre 1849, il imprime le journal socialiste L'Indépendant du Morbihan.
Il meurt le 3 avril 1884 à Sarzeau.

## La librairie-imprimerie
Julienne Corolas (27 mai 1754 à Vannes/Saint-Pierre - 25 septembre 1829 à Vannes) épouse Nicolas Mahé le 15 janvier 1770 à Vannes/Saint-Pierre, à l'âge de 15 ans et demi. Nicolas Mahé meurt le 18 janvier 1782. Julienne Corolas épouse en secondes noces Laurent Bizette le 14 juin 1783 à Vannes. C'est un relieur de Rennes venu à Vannes en 1782. En 1791, il crée une imprimerie. Le couple divorce le 29 thermidor an VI (16 août 1798). Laurent Bizette quitte Vannes en 1802. Julienne Corolas prend la direction de l'imprimerie. Laurent Bizette meurt à Metz en 1814, les ouvrages imprimés ont pour nom d'imprimeur : « Chez la veuve Mahé-Bizette imprimeur de la Préfecture ».
De son premier mariage, était née le 14 novembre 1776 à Vannes/Saint-Patern, Jeanne Mathurine Mahé qui épouse le 8 juin 1799 à Vannes, Alexis de Lamarzelle. De ce mariage naît le 22 frimaire an XI (13 décembre 1802) à Vannes, Napoléon Alexandre de Lamarzelle. De son second mariage, naît le 27 août 1789 à Vannes, Renée Marie Bizette qui épouse le 29 novembre 1825 à Vannes, Michel Lafolye. En 1825, la direction de l'imprimerie est reprise par les deux gendres de Julienne Corolas, Alexandre de Lamarzelle et Michel Lafolye, puis par leurs descendants. Les ouvrages sont édités sous les noms « Imprimerie Gustave de Lamarzelle » en 1863 et 1877, « Lafolye frères et Cie » entre 1885 et 1930, « Lafolye frères et J. de Lamarzelle » dans les années 1930.
La librairie-imprimerie Lafolye et de Lamarzelle fonctionna à Vannes, dans les locaux de l'hôtel de Marbeuf, à l'angle de la rue Saint-Vincent et de la place des Lices, de la fin du XVIIIe siècle où elle fut particulièrement prospère pendant la période révolutionnaire, avant de cesser son activité d'imprimerie dans les années 1950 pour devenir une librairie-papeterie (commerce de gros) qui a existé au 62, rue Théophraste-Renaudot à Vannes, jusqu'au 2 février 2017.

## Pour approfondir